# Claudine Hermann

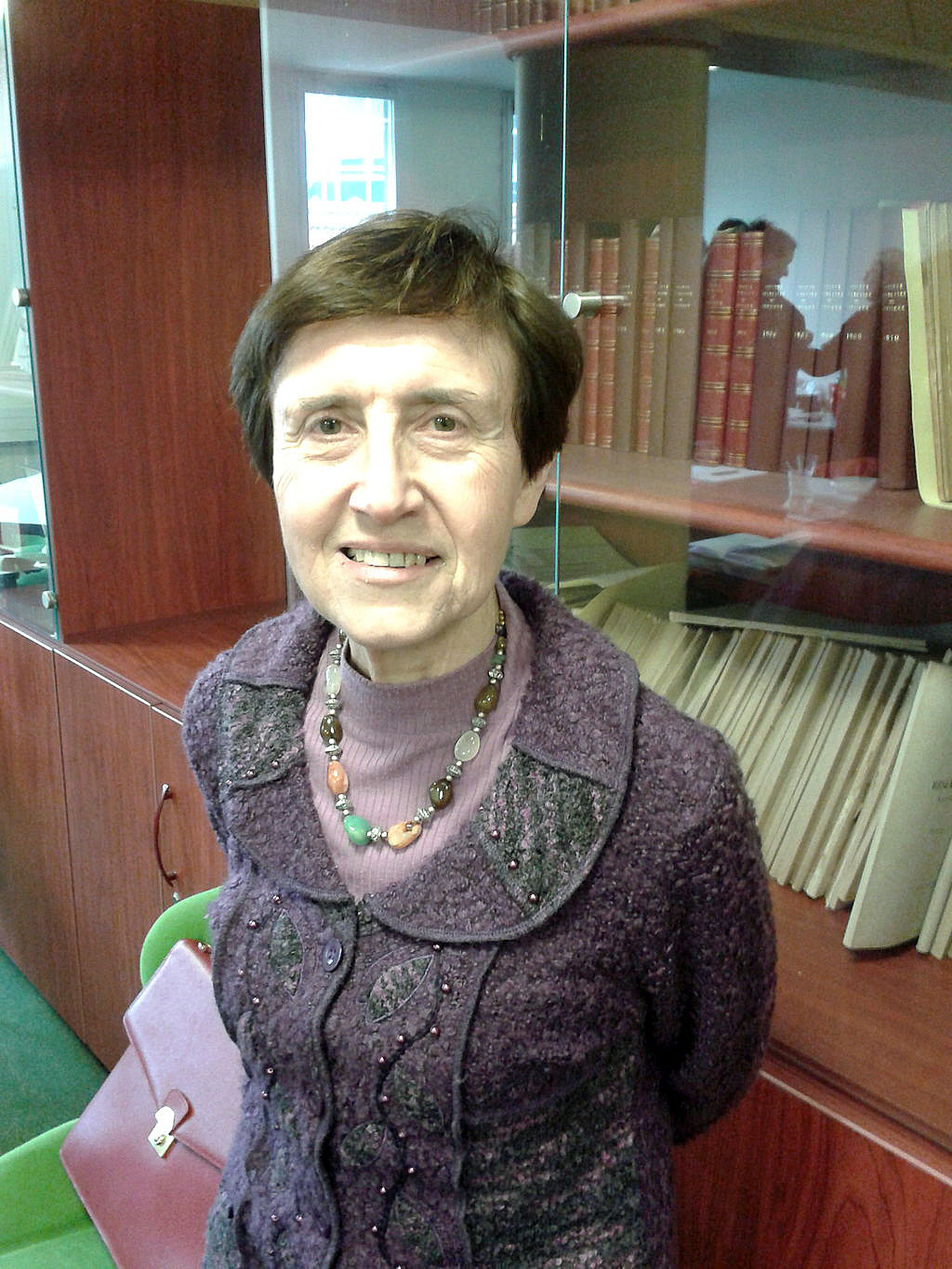
Claudine Hermann, 2013

Claudine Hermann (* 19. Dezember 1945 in Paris; † 17. Juli 2021 in Villejuif) war eine französische Physikerin und von 1992 bis 2005 Professorin an der École polytechnique.
Sie war die erste Professorin an der École polytechnique. Sie war Mitbegründerin (2002) und dann Ehrenvorsitzende der Vereinigung Femmes et Sciences und seit 2017 Präsidentin und seit 2021 Ehrenpräsidentin der European Platform of Women Scientists (EPWS).

## Studium und berufliche Laufbahn
Claudine Hermann hat ihr Studium an der École normale supérieure de jeunes filles als Diplom-Physikerin abgeschlossen (1969). Sie promovierte 1976 mit der Doktorarbeit Pompage optique dans l'antimoniure de gallium : détection optique de la résonance électronique (Optisches Pumpen in Galliumantimonid: optische Detektion der Elektronenresonanz) an der Universität Paris VI. Als Spezialistin für Festkörperphysik konzentrierte sich ihre Arbeit auf optisches Pumpen in Halbleitern, Photoemission von polarisierten Elektronen und Nahfeldoptik. Insbesondere ermittelte sie den allgemein akzeptierten Wert des Landé-Faktors von Elektronen in Galliumarsenid g = -0,44, der sich stark von dem Wert im Vakuum g = 2 unterscheidet und für das Verständnis der Spinphysik im Bereich des Quanten-Hall-Effekts wichtig ist.
Sie war Assistentin an der École normale supérieure, bevor sie als Dozentin an die École polytechnique (1980) berufen wurde, wo sie 1992 zur Professorin ernannt wurde. Von 1980 bis 2005 war sie stellvertretende Direktorin des Laboratoire de physique de la matière condensée (LPMC). Im Jahr 2005 wurde sie emeritiert.

## Engagement und Verantwortungen
Claudine Hermann untersucht die Situation von Wissenschaftlerinnen in Westeuropa. Als Tochter einer Apothekerin untersucht sie den Einfluss des Berufs der Mutter und des Vaters auf die Berufsorientierung von Mädchen. Durch Vorträge und Veröffentlichungen versuchte sie, Mädchen für wissenschaftliche Tätigkeiten zu begeistern. Claudine Hermann wollte ihnen

„andere Beispiele geben als die unerreichbare Marie Curie.“

Nach ihrer Ernennung zur ersten Physikprofessorin an der École polytechnique wurde Claudine Hermann auf das Frauendefizit in den wissenschaftlichen Bereichen aufmerksam und engagierte sich in institutionellen Aktionen. Sie hat an den bahnbrechenden Studien von Huguette Delavault (1924–2003) und dem Netzwerk Demain la parité über die Stellung der Mädchen in den classes préparatoires (1997) und dann in den wissenschaftlichen Grandes écoles (1998) teilgenommen. Gemeinsam mit Noria Boukhobza, Huguette Delavault und Françoise Cyrot-Lackmann hat sie einen Bericht mit dem Titel Les enseignants-chercheurs à l'université : la place des femmes verfasst, aus dem das Buch Les enseignantes-chercheuses à l'université : demain la parité? hervorgegangen ist.
Im Jahr 2000 war Claudine Hermann Gründungsmitglied und erste Präsidentin der Vereinigung Femmes et Sciences, die zusammen mit Huguette Delavault, Françoise Cyrot-Lackman, Françoise Gaspard, Colette Kreder und der Vereinigung Femmes et mathématiques gegründet wurde. Sie war Ehrenpräsidentin von Femmes et Sciences.
Von 1999 bis 2006 vertrat sie die Vereinigung Femmes et Sciences bei der Generaldirektion Forschung der Europäischen Kommission. Sie ist Mitverfasserin des Berichts Intégrer la dimension du genre, un facteur d’excellence der ETAN-Arbeitsgruppe Women and Science im Jahr 2000. Dieser Bericht, der eine detaillierte Bestandsaufnahme und konkrete Empfehlungen für die Europäische Union und die Mitgliedstaaten enthält, wurde von dem für Forschung zuständigen Kommissionsmitglied Philippe Busquin genehmigt.
Im Jahr 2005 half Claudine Hermann bei der Gründung der European Platform of Women Scientists (EPWS), in der rund 100 Vereine und 15 000 Wissenschaftlerinnen zusammengeschlossen sind. Sie war von 2009 bis 2017 Vizepräsidentin und von 2017 bis 2021 Präsidentin der EPWS.
Sie war Mitglied des Verwaltungsrats der EADS-Stiftung, Mitglied der Jury des Irène-Joliot-Curie-Preises, Mitglied des Verwaltungsrats der Französischen Gesellschaft zur Förderung der Wissenschaft (AFAS) und Mitglied der Gruppe für Gleichstellung der Geschlechter der Conférence des grandes écoles (CGE).

## Auszeichnungen
- 2015: Großoffizier der Ehrenlegion[6]
- 2001: Offizier des Verdienstordens Ordre national du Mérite[4]
- Offizier des Verdienstordens Ordre des Palmes Académiques[4]

## Veröffentlichungen
- Physique des semi-conducteurs, mit Bernard Sapoval, Paris, Ellipses, 1991  (ISBN 978-2-729-89065-0).
- Physique statistique et illustrations en physique du solide, Éditions de l'École Polytechnique, 2003  (ISBN 978-2-7302-1022-5).
- Les enseignantes-chercheuses à l'université : demain la parité ? mit Huguette Delavault, Noria Boukhobza, Claudine Hermann, Corinne Konrad  (ISBN 978-2-747-53157-3).
- (Artikel) « Que faire pour que les filles fassent des sciences ? », mit Véronique Slovacek-Chauveau, Cahiers pédagogiques, Nr. 467.
- Femmes et sciences, en Europe et en France, Zeitschrift Sciences der AFAS, Nr. 2, 2001, S. 3–6 (ISSN 0151-0304).
- (Kapitel) « Women and Science in France », mit Françoise Cyrot-Lackmann, Jeanne Peiffer und Hélène Rouch, S. 227–263, in Neelam Kumar, Gender and Science, Studies across Cultures, Fondation Books Delhi, Cambridge University Press Pvt. Ltd. India, 2012.  (ISBN 978-81-7596-925-4).
- « Les femmes et la science, une vieille histoire de stéréotypes », Sendung La tête au carré, mit Sophie Robert und Anne Pépin, 13. Februar 2014.
- Claudine Hermann, An interview at TSPMI, Universität Vilnius.